# Concours général
Concours Général — найпрестижніший академічний конкурс Франції, що проводиться щорічно між студентами Прем'єра (11 клас) та Terminale (12 клас і закінчення) майже у всіх предметах, які викладаються як в загальних, так і в технологічних та професійних вищих навчальних закладах. Екзамени, як правило, проходять у березні, і їх результати відомі в червні або липні. Студенти, які демонструють чудові здібності в одному полі, відбираються для участі їх учителями та їх керівником школи. Здебільшого на конкурс дозволяється участь не більше одного студента у кожній середній школі, що вимагає значних знань про теми коледжу. У гуманітарних та суспільних науках іспити включають один або більше нарисів та останні 5 годин. У науках іспити тривають майже так само довго і є проблемними.
У даному предметі можна отримати до 18 нагород: до 3 призів. Студент, який виграв приз, бере участь у церемонії, яка проходить у головному амфітеатрі університету Сорбонни, де він або вона отримали диплом і привітання від міністра освіти та членів уряду.
- до 5 доступу
- до 10 регіональних нагород

Студент, який виграє будь-яке з наведених вище, називається «lauréat du Concours Général». У галузі математики «Lauréat» запрошується на серію конференцій в Інституті Пуанкаре і зазвичай відбирається для участі в літній школі науки Інституту глини.